# Leuconotis eugeniifolia
Leuconotis eugeniifolia là một loài thực vật có hoa trong họ La bố ma. Loài này được (Wall. ex G.Don) A.DC. mô tả khoa học đầu tiên năm 1844.